# Levin Dennler
Levin Lucca Dennler (* 1993 in Bern, Schweiz), bekannt unter seinen Künstlernamen Levin und levinlucca, ist ein Schweizer Musikproduzent, Musiker und Komponist. Er ist Mitbegründer des Duos Hainan.

## Biografie
Levin Lucca Dennler begann seine musikalische Laufbahn autodidaktisch durch das Erlernen von Gitarre und Klavier sowie durch das Arbeiten an digitalen Audio-Workstations (DAWs) und Synthesizern. Er kombiniert elektronische und akustische Elemente und schafft so Musik mit alternativen Ansätzen, die Einflüsse aus Pop, RnB und weiteren Genres integriert.
Er startete 2015 mit seinen ersten Produktionen für Schweizer Künstler und Künstlerinnen, wie Eldorado FM, CBN, Manillio. Unter anderem durch die Begegnung mit Joachim Piehl, bekannt als Sir Jai (Jugglerz), öffnete sich Dennlers Arbeit immer mehr zu internationalen Produktionen, vorwiegend in Deutschland.
2018 gründete Dennler zusammen mit Juri Mischler (zuvor bei Iwan Petrowitsch) das Duo Hainan. Darauf folgte 2019 das self-titled Album Hainan, welches bei Universal Music Switzerland erschien.
Dann partizipierte Dennler erstmals an internationalen Hit-Singles wie don’t lie to me von Lena Meyer-Landrut, welche später mit mehr als 200'000 Sales in Deutschland Goldstatus erreichte. Im selben Jahr produzierte Dennler mit Jugglerz die Single Hallo Hallo aus dem Album Super Plus von Azet und Zuna, welches auf Platz eins der deutschen Charts landete.
2021 produzierte Dennler mit Stereo Luchs sein drittes self-titled Studioalbum, welches zu grossen Teilen in den Mira-Mare-Studios in Zürich entstand. Darauf enthalten sind Features von Soukey, Faber und Baze. Für die darauffolgende Tour entwickelte Dennler zudem das Stage-, Visual- und Light-Design und war Teil der Live-Band.
2023 folgte die Zusammenarbeit mit Trettmann für die EP-Trilogie Your Love Is King, welche 2024 veröffentlicht wurde. Dort kollaborierte Trettmann mit Künstlern wie RIN, Bonez Mc, Souly, Uschi Brüning, Maikel und Luna. Dennler beteiligte sich an allen 12 Songs auf Your Love Is King.

## Diskografie
(Selektion ab 2017 von Songs/Alben inkl. Autorenbeteiligungen/Produktionen)
| Jahr | Titel | Interpret              | Album                     | Chartplatzierung | Verkäufe                                 |
| ---- | --- | ---------------------- | ------------------------- | --- | ---------------------------------------- |
| 2017 | Schall und Rauch Link Up – Remix feat. Nativ | Manillio               | Kryptonit (Deluxe)        | CH: #1 (24 Wochen) | Schall und Rauch Single: Platin (20'000) |
| 2018 | Maradona | Lo & Leduc             | Update 4.0                | CH: #19 (18 Wochen) |                                          |
| 2018 | Alle Songs auf dem Album | Manillio               | Plus Minus                | CH: #5 (2 Wochen) | Mond Single: Gold (10'000)               |
| 2019 | Connection Mittelstr. Off Punks Siedlig Life feat. Cobee, Dawill Polizei Lo Siento Slowmo More Life 2008 (Vinyl Deluxe) | Hainan                 | Hainan                    | CH: #7 (2 Wochen) |                                          |
| 2019 | don’t lie to me sex in the morning feat. Ramz | Lena                   | Only Love, L              | DE: #2 (24 Wochen) AUT: #4 (10 Wochen) CH: #14 (4 Wochen) | Single: Gold (200'000)                   |
| 2019 | Hallo Hallo | Azet, Zuna             | Super Plus                | Super Plus DE: #1 (20 Wochen) AUT: #1 (17 Wochen) CH: #2 (25 Wochen) Hallo Hallo DE: #3 (9 Wochen) AUT: #7 (5 Wochen) CH: #7 (4 Wochen)                                                                               |                                          |
| 2019 | Michel Vaillant | Veysel                 |                           | DE: #35 (2 Wochen) AUT: #56 (1 Wochen) |                                          |
| 2020 | Du Hesch Mi feat. Stereo Luchs, Dawill Miles No More feat. Cobee, Lil Bruzy, Stereo Luchs | Mira Mare              |                           | |                                          |
| 2020 | blatt im wind liechter feat. Levin bubbletrouble la zie babyboomsuperstar dans ta vie ensoleillée | Jeans for Jesus        | 19xx_2xxx_                | CH: #4 (3 Wochen) |                                          |
| 2021 | Blessed Lieb Sie Glich Geng feat. Soukey Nüm Mir Ide Strass feat. Phenomden Blue Notes Supersimple Neon Immer wieder feat. Faber, Baze Hageholz West                                                                                 | Stereo Luchs           | Stereo Luchs              | CH: #5 (19 Wochen) |                                          |
| 2022 | lumières | Jeans for Jesus        | milleneufcentquelquechose | |                                          |
| 2022 | 2000 etc. feat Steiner und Madlaina | Jeans for Jesus        | 2000 etc.                 | |                                          |
| 2022 | Alle Songs auf LP ausser Rosé und Benzin, Tribut | Lo & Leduc             | Mercato                   | Mercato CH: #2 (11 Wochen) Affogato CH: #62 (1 Woche) Taxi Taxi CH: #65 (2 Wochen) Wär simer wemer säge mir CH: #37 (2 Wochen)                                                                                        |                                          |
| 2023 | Love The Game Blue Places Falling Maybe we’re doomed | Leila                  | Burnout                   | |                                          |
| 2023 | Dear Ex | Ruger                  | RU The World              | |                                          |
| 2023 | Mary | Dhurata Dora, Jugglerz |                           | |                                          |
| 2024 | ON/OFF | EAZ, XEN               |                           | |                                          |
| 2024 | So Lang Woanders Prototype NAWW feat. Uschi Brüning War das schon alles Your Love Is King Heimlich Rauchen feat. Souly Whip feat. RIN Haus aus Zink feat. Luna Was es braucht 070 Shake feat. Bonez Mc Nach Hause komm' feat. Jassin | Trettmann              | Your Love Is King 3       | Your Love is King DE: #25 (1 Woche) AUT: #54 (1 Woche) CH: #17 (2 Wochen) Your Love is King 3 DE: #18 CH: #24 Whip DE: #30 (2 Wochen) CH: #37 (1 Woche) AUT: #59 (1 Woche) 070 Shake feat. Bonez MC DE: #53 (1 Woche) |                                          |
| 2024 | Augen Offen | Bonez MC               | Gameboy                   | Gameboy DE: #2 (6 Wochen) AUT: #1 CH: #2 |                                          |
| 2024 | Alle Songs auf LP ausser 45 Boogie, Hallo Liecht, Lieblingssong und Radio | Manillio               | Deheim Deheim             | CH: #2 (6 Wochen) |                                          |
| 2024 | Alles richtig feat. Trettmann | Ahzumjot               | WINTER TAT WEH            | |                                          |
| 2024 | Du weisch doch | Jule X                 | ATZÄPOP                   | |                                          |
| 2024 | abused goodbyes | Leila                  | Generation                | |                                          |
| 2025 | bissu dumm ¿ bissu dumm ¿ MEGALODON REMIX | Bonez MC, Nate57       |                           | DE: #11DE: #8 (4 Wochen) |                                          |
| 2025 | Wägem Geld Irgendwo feat. Anina Shona | Splendid               |                           | |                                          |
| 2025 | Take Away feat. Stereo Luchs, MIRA MARE | Soukey                 | Bijoux                    | |                                          |
| 2025 | Vonë | Dhurata Dora           |                           | CH: #17 (4 Wochen) |                                          |